# Rhodopina pahangensis
Rhodopina pahangensis là một loài bọ cánh cứng trong họ Cerambycidae.